# زيرو إسكيب
زيرو إسكيب (بالإنجليزية: Zero Escape)‏ هي سلسلة ألعاب مغامرات أخرجها وكتبها كوتارو أوتشيكوشي. أول لعبتين ناين آورز، ناين بيرسونز، ناين دورز (2009) و‌زيرو إسكيب: فيرتشوز لاست ريوارد (2012) كانتا من تطوير سبايك شونسوفت أما اللعبة الثالثة زيرو تايم ديليما من تطوير تشايم.

## وصلات خارجية
- الموقع الرسمي